# Wucai

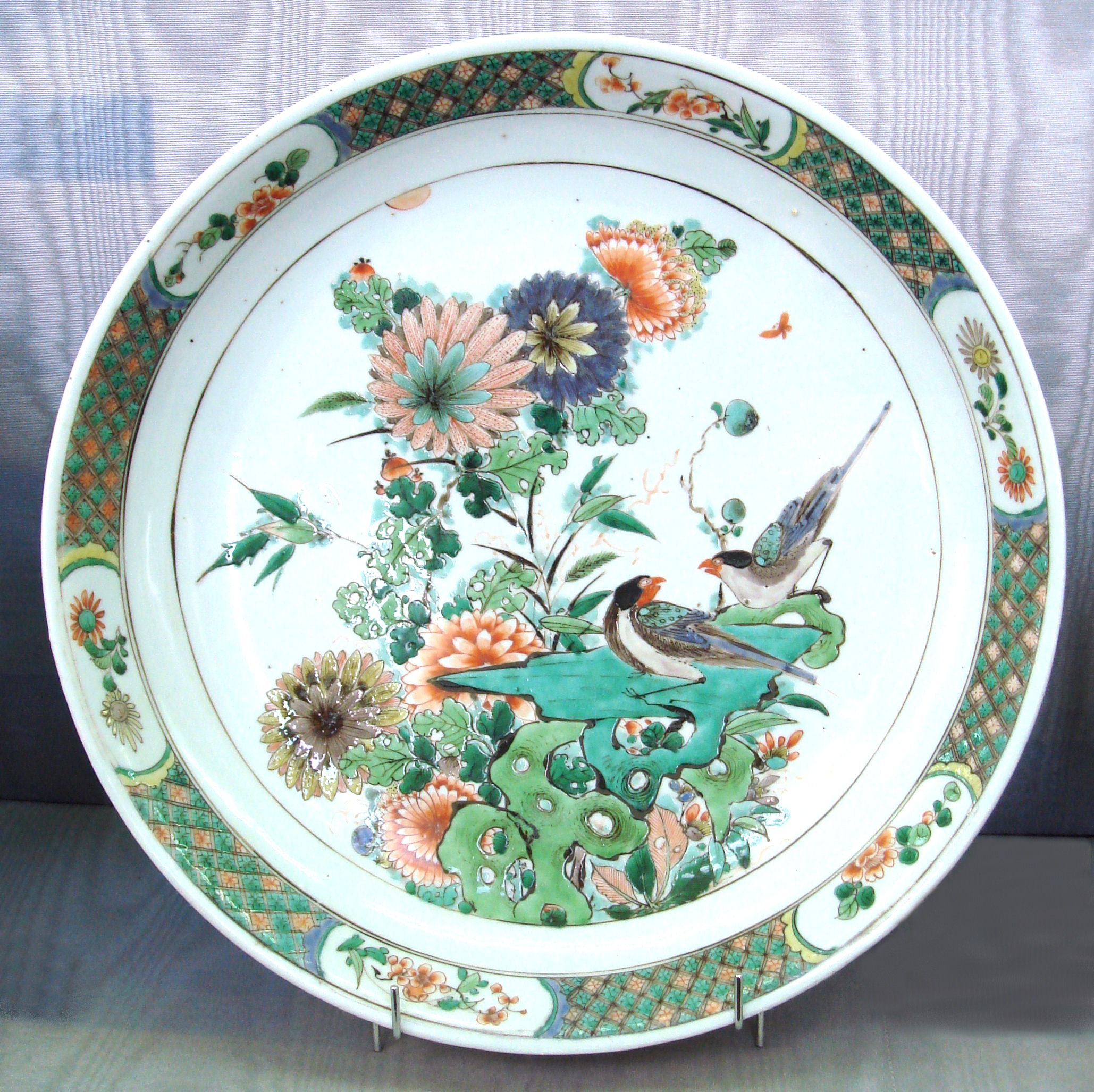
Målat kinesiskt Wucai-fat för export, från Kangxi-perioden – cirka 1680.

Wucai betyder fem färger och är en dekorationsstil av vitt porslin. Stilen inkluderar normalt en underglasering av koboltblå som sedan överglaseras i rött, grönt och gult.
Stilen har sitt ursprung i den tidigare Doucai-keramiken, och dök upp först under Ming-dynastins kejsare Jiajing, som styrde det kinesiska imperiet mellan 1521 och 1567. Tillverkningen av wucai fortsatte genom Ming-dynastin fram till dess slut 1644 och in i den efterföljande Qing-dynastin.
Jingdezhen, ofta kallad Porslinsstaden, som producerar fin keramik än idag, var den viktigaste produktionsplatsen för Wucai-keramik. Även om Wucai kan översättas som "femfärgad" var färgerna inte strikt begränsade till det antalet och termen kan bäst förstås som mångfärgad. Wucai-porslin tillverkades genom att överglasera keramiska föremål, som först ha målades med en blå underglasyr. Överglaseringen bestod av en mängd olika färger som rött, grönt, blått, gult och lila, och sedan färgerna hade applicerats brändes porslinet en andra gång.